# Adolf Aigner
Adolf „Billy“ Aigner (* 11. Dezember 1938 in Wien; † 5. Dezember 2022 ebenda) war ein österreichischer Politiker (SPÖ) und Mitarbeiter des Österreichischen Rundfunks (ORF).

## Leben & Karriere
Adolf Aigner wurde am 11. Dezember 1938 in Wien geboren und war im Brotberuf als Mitarbeiter beim Österreichischen Rundfunks (ORF) tätig. In der Amtszeit des ORF-Generalintendanten Otto Oberhammer (1974 bis 1978) trat Aigner als direkter Assistent Oberhammers in Erscheinung und erhielt auf seine Position anspielend vorübergehend medial den Spitznamen Unterhammer. Bereits in frühester Jugend war Aigner politisch aktiv. Im Jahre 1956 schloss er sich dem Verband Sozialistischer Student_innen in Österreich, kurz VSStÖ, an und war dort bis ins Jahr 1965 Mitglied. Von 1957 bis 1961 war er zudem Bundesobmann des Verbandes Sozialistischer Mittelschüler. Im Jahre 1969 war er Bezirksbildungsobmann der SPÖ Favoriten. Aigner, der im Jahre 1976 Obmann der Fraktion Sozialistischer Gewerkschafter im ORF war, gehörte dem Wiener Gemeinderat und Landtag von 28. Februar 1977 bis 19. Juni 1995 an. Somit war er über einen Zeitraum von fünf Wahlperioden (11. bis 15. Wahlperiode) Abgeordneter zum Landtag und Mitglied des Gemeinderates.
Weitere Funktionen in all den Jahren seiner Zugehörigkeit zum Landtag und Gemeinderat waren unter anderem als Stellvertretender Vorsitzender des Wiener Landesbildungsausschusses 1978 oder als Vorsitzender des Kulturverbandes Favoriten im Jahre 1980. Von 7. November 1994 bis 17. März 1995 trat der aus dem 10. Wiener Gemeindebezirk Favoriten stammende Aigner als Sechster Vorsitzender des Wiener Gemeinderates in Erscheinung, danach war er 17. März 1995 bis 19. Juni 1995 Fünfter Vorsitzender des Gemeinderates. Noch bis in die frühen 2000er Jahre trat Aigner als Kultursprecher für die SPÖ in Erscheinung. Außerdem war er Vorsitzender des Kulturausschusses der Stadt Wien und bemühte sich als solcher das Kulturangebot in den Wiener Außenbezirken zu erweitern.
Anfang der 2000er Jahre geriet er zusammen mit zwei weiteren Mitgliedern der SPÖ, dem Nationalratsabgeordneten Anton Gaál und dem früheren Umweltstadtrat Helmut Braun, in Verdacht Wohnbauförderungsgelder missbraucht zu haben. Zu seinen runden Geburtstagen erhielt der Diplomkaufmann und promovierte Doktor stets persönliche Glückwunschschreiben des damaligen Bundespräsidenten Heinz Fischer, der ihn für seinen großen Einsatz für die Bundeshauptstadt würdigte. Die beiden gleichaltrigen Fischer und Aigner kennen sich bereits seit ihrer Jugend. Im Laufe der Jahre traten beide immer wieder füreinander ein, was auch die überparteiliche Initiative Gemeinsam für Heinz Fischer aus dem Jahre 2004 belegt, der Aigner damals angehörte.
Wenige Tage vor seinem 84. Geburtstag starb Billy Aigner am 5. Dezember 2022 in seiner Geburts- und Heimatstadt Wien. Er hinterließ seine Ehefrau Margit, seine Tochter Petra samt Schwiegersohn Karlheinz und drei Enkelkinder.